# Dear My Family
«Dear My Family» es un sencillo interpretado por artistas de SM Town para la banda sonora de I AM., una película biográfica de SM Entertainment. Fue lanzada el 24 de abril de 2012. Una nueva versión de la canción fue lanzada el 29 de diciembre de 2017 como homenaje al fallecimiento de Jonghyun.

## Historia
Se trata de una nueva versión de la canción del mismo nombre del álbum 2002 Winter Vacation in SMTown.com – My Angel My Light  realizado por Kangta, Moon Hee Joon, S.E.S., Shinhwa, Fly to the Sky y BoA.

## Vídeo musical
El vídeo musical fue puesto en libertad el 24 de abril de 2012 en el canal oficial de YouTube de SM Town. Cuenta con los clips de los artistas de S.M. durante el día de debut hasta la fecha.